# Blauwkopsaffierkolibrie
De blauwkopsaffierkolibrie (Chrysuronia grayi synoniem: Hylocharis grayi) is een vogel uit de familie Trochilidae (kolibries). De vogel is genoemd naar de Britse zoöloog George Robert Gray.

## Verspreiding en leefgebied
Deze soort komt voor in westelijk Colombia en noordelijk Ecuador.